# Phare de Tranøy
Le phare de Tranøy (en norvégien : Tranøy fyr) est un phare côtier situé à l'ouest du hameau de Tranøya dans la commune de Hamarøy, dans le Comté de Nordland (Norvège). Il est géré par l'administration côtière norvégienne (en norvégien : Kystverket).
Il est classé patrimoine culturel par le Riksantikvaren depuis 1997.

## Histoire
Le phare est situé sur la petite île de Stangholmen dans le Vestfjord, à environ 12 km au nord d'Hamarøy. L'île est reliée au continent par une passerelle de plus de 270 mètres de long.
Le premier phare a été mis en service le 19 septembre 1864. Le phare actuel, déplacé en 1936, est l'ancien phare de Moholmen construit en 1914 à Vågan. Le nouveau phare a été mis en service le 1er novembre de la même année. Le phare a été électrifié en 1959 et, en 1983, sa corne de brume a été abandonné. La passerelle reliant la station au continent a été réalisée en 1969.
Le phare Tranøy a été automatisé en 1986, et son personnel résident supprimé en juin 1991. À partir de 1993, la station de Tranøy a été développée en tant qu'attraction touristique. Le site comprend  une maison de gardien en duplex de 2 étages, un local des générateurs, un hangar à bateaux et des bâtiments annexes.
Le site est remarquablement pittoresque, avec une vue spectaculaire sur le Vestfjord et les hautes montagnes des îles Lofoten. Le phare de Tranøy est accessible par la route.

## Description
Le phare  est une tour circulaire en fonte de 27 mètres de haut, avec une galerie et une lanterne. La tour est rouge avec une bande blanche et la lanterne est rouge. Son feu à occultations émet, à une hauteur focale de 28 mètres, trois éclats (blanc, rouge et vert selon différents secteurs) toutes les 10 secondes. Sa portée nominale est de 12 milles nautiques (environ 22 km) pour le feu blanc, 10 pour  le feu rouge et vert.
Identifiant : ARLHS : NOR-047 ; NF-7195 - Amirauté : L2696 - NGA : 11064 .
|                            |
| L'ancien phare de Moholmen |

|                               |
| La station actuelle de Tranøy |

### Lien connexe
- Liste des phares de Norvège